# Овсяники (Минская область)
Овся́ники (бел. Аўся́нікі, транслит. Aŭsianiki) — деревня в Вилейском районе Минской области, входящая в состав Ильянского сельсовета.

## Климат
Климат здесь умеренный, с теплым летом и мягкой зимой. Средняя температура января — минус 6,8 °c, июля-плюс 17,5 ° C. Зимой преобладают южные ветры, летом-восточные и северо-восточные. Средняя скорость ветра 3 м/сек. Годовое количество осадков 550-650 мм.

## История
В 1800 году деревня в собственности Леона Гарайна.
В 1921 — 1945 годах деревня в составе Польской Республики, Виленского воеводства, Вилейского повета, гмины Ильи.
До 28 мая 2013 входила в состав Ольковичского сельсовета.

## Население
- 1800 год — 54 жителя, 8 дворов.
- 1866 год — 108 жителей, 10 дворов[5].
- 1921 год — 234 жителя, 42 двора[6]
- 1931 год — 248 жителей, 47 дворов[7]
- 2003 год — 114 жителей, 50 дворов.